# Мельник, Роман Александрович
Рома́н Алекса́ндрович Ме́льник (род. 25 мая 1977) — российский футболист, нападающий.

## Карьера

### Клубная
10 октября 1993 года в 16-летнем возрасте дебютировал в составе владивостокского «Луча» в матче против московского «Спартака» (0:4). За «тигров» выступал до середины 2001 года. Полгода проведя в «Металлург-Запсибе», вернулся обратно во Владивосток. В 2003 году защищал цвета «Океана». В 2004 году подписал контракт со «Сменой» из Комсомольска-на-Амуре. 29 апреля провёл за клуб единственную игру на кубок против «Океана» (1:1). В 2005 году завершил карьеру в «Сибиряке».

### Тренерская
После завершения карьеры работал в молодёжном секторе владивостокского «Луча». Тренировал команды «Луч-Энергия-1999», «Луч-Энергия-М», а также входил в тренерский штаб ЦПЮФ.